# Dorstenia warneckei
Dorstenia warneckei är en mullbärsväxtart som beskrevs av Adolf Engler. Dorstenia warneckei ingår i släktet Dorstenia och familjen mullbärsväxter. Inga underarter finns listade i Catalogue of Life.